# Ada Vidovič Muha
Ada Vidovič Muha, slovenska jezikoslovka, prevajalka * 8. marec 1940, Pivka, Slovenija.

## Življenje in delo
Ada Vidovič Muha se je rodila 8. marca 1940 v Pivki. 
Svoje šolanje je pričela v osnovni šoli v Šempetru na Krasu (tu jo je poučevala tudi pesnica Ludovika Kalan), nadaljevala ga je v gimnaziji v Postojni (tu jo je poučeval tudi leksikograf Josip Pavlica). Leta 1959 se je vpisala na študij slovenskega in hrvaškega jezika s književnostma na Filozofski fakulteti v Ljubljani.
Leta 1963 je diplomirala na Filozofski fakulteti v Ljubljani iz slovenskega in srbohrvaškega jezika s književnostma. Po diplomi je študirala na Karlovi univerzi v Pragi, kjer se je seznanjala zlasti s funkcionalističnim strukturalizmom Praškega lingvističnega krožka. Ukvarjala se je tudi s prevajanjem iz češčine: prevajala je predvsem dela Jana Grossmana, Ludovika Aškenazyja, Bohumila Hrabala, Františka Benharta, Ivana Vyskočila in Milana Kundere. Magistrirala je na ljubljanski Filozofski fakulteti leta 1979 iz slovenskega jezika (skladenjska vloga pridevniške besede) in leta 1984 doktorirala iz jezikoslovnih znanosti (skladenjsko tvorbeno-pretvorbeno besedotvorja: Zloženke v slovenskem knjižnem jeziku). Do leta 1979 je bila višja strokovna sodelavka v leksikološki sekciji Inštituta za slovenski jezik Frana Ramovša in soavtorica prvih treh knjig Slovarja slovenskega knjižnega jezika. 1979 je prevzela na Filozofski fakulteti mesto asistentke, od leta 1984 je bila docentka, od 1989 izredna in od 1995 redna profesorica za slovenski knjižni jezik in stilistiko. Predavala je sodobno slovenistično jezikoslovje tako matičnim študentom slovenistom kot v določenih obdobjih študentom primerjalnega in splošnega jezikoslovja, prevajalstva, primerjalne književnosti in literarne teorije, študentom rusistike in (nekdanje) srbohrvatistike; več kot desetletje je predavala tudi na slavističnem oddelku mariborske Filozofske fakultete, po en semester v Gradcu in Celovcu. Od leta 1996 je bila predstojnica katedre za slovenski knjižni jezik in stilistiko, od istega leta pa je vodila komisijo za Slovenščino na tujih univerzah. 2010 so ji podelili naziv častne članice Slavističnega društva Slovenije. Bila je predstojnica Oddelka za slavistiko in ko je bil leta 2002 ustanovljen Oddelek za slovenistiko, njegova prva predstojnica. Več let je predsedovala Komisiji za pospeševanje slovenščine na tujih univerzah in vzpostavila merila za odpiranje slovenističnih lektoratov na univerzah v tujini, pa tudi za financiranje tovrstnega lektorskega dela. Vabljena predavateljica je bila na univerzah v tako rekoč vseh slovanskih državah, s tematskimi sklopi predavanj na Univerzi Lomonosova v Moskvi, večkrat na Karlovi univerzi v Pragi, na univerzah v Buenos Airesu, Tübingenu, Trstu, Vidmu. Od leta 1997 je glavna urednica za jezikoslovje pri Slavistični reviji. Upokojila se je leta 2010, naslednje leto (2011) pa ji je bil podeljen naziv zaslužne profesorice Univerze v Ljubljani. 
Področja njenega znanstvenega in strokovnega delovanja: slovnica, zlasti morfologija in skladnja s pretvorbeno-tvorbenim besedotvorjem, leksikologija, sociolingvistika; razvojno dinamiko slovenskega (knjižnega) jezika gradi predvsem na sociolingvističnem izhodišču z zajetjem tovrstne problematike še pri drugih slovanskih jezikih. Objavlja razprave tudi iz teorije jezika, jezikovnosistemske stilistike, razvoja knjižnega jezika. Bila je (so)urednica sedemnajstih zbornikov. Kot nacionalna koordinatorica vseslovanskega projekta Najnowsze dzieje języków słowiańskich je bila članica redakcijskega komiteja 14 zbornikov, med katerimi je v njeni redakciji izšel Slovenski jezik (1998). Med letoma 2004 in 2009 je bila nosilka programa Slovenski jezik – bazične, kontrastivne in aplikativne raziskave, znotraj katerega je izšlo nekaj pomembnih monografij. Ob 80-letnici ji je bil posvečen zbornik Pogled v jezik in iz jezika: Adi Vidovič Muha ob jubileju (2020).

### Knjige
- Moč in nemoč knjižnega jezika, 2013 (Razprave FF). 497 str. (COBISS)
- Slovensko leksikalno pomenoslovje, 2013 (Razprave FF). 406 str. (COBISS)
- Slovensko skladenjsko besedotvorje, 2011 (Razprave FF). 444 str. (COBISS)
- Slovensko leksikalno pomenoslovje: Govorica slovarja, 2000 (Razprave Filozofske fakultete). 328 str. (COBISS)[3]
- Slovensko skladenjsko besedotvorje ob primerih zloženk, 1988. 223 str. (COBISS)
- Iz zgodovine slovenskega besedotvorja, 2019 (Razprave FF). 244 str. (COBISS)
- Slovarska slovnica: izbrana poglavja (zbornik razprav), 2025

### Razprave
- Skladenjska interpretacija glagolskih predponskih obrazil - vprašanje propozicije. Slavistična revija 57/2 (2009). 251–261.
- Imeti in einer Transformationsbeziehung zu biti (nachgewiesen an slowenischen Texten). Semantische Probleme des Slowenischen und des Deutschen. Ur. Horst Ehrhartd in Marina Zorman. Frankfurt am Main: Peter Lang, 2005 (Sprache - System und Tätigkeit). 291–314. (COBISS)
- Sodobni položaj nacionalnih jezikov v luči jezikovne politike. Arhivirano 2015-09-23 na Wayback Machine. 2003 (Obdobja, 20). 5–25.
- Prague functional stratification of language in Slovene linguistic. Slovo a slovesnost 61/4 (2000). 276–283. (COBISS)
- Dynamika normatívnych kritérií v slovanských jazykoch. Jazykovedný časopis 49/1–2 (1998). 35–56. (COBISS)
- Določnost kot besedilna prvina v slovničnem opisu slovenskega jezika. 1996 (Obdobja, 15). 115–130. (COBISS)
- Glagolske sestavljenke - njihova skladenjska podstava in vezljivostne lastnosti. Slavistična revija 41/1 (1992). 161–192.
- Jezikovnopolitični vidik sodobne javne besede : (ob nacionalnem programu jezikovne politike). Slavistična revija 57/4 (2009). 617-626. (COBISS)
- Glagolʹnye sposoby vyraženija posessivnosti v slovenskom i russkom jazykah (Glagolsko izražanje svojilnosti v slovenščini in ruščini). Zbornik referatov za štirinajsti mednarodni slavistični kongres, Ohrid, 10.-17. september 2008 (2008). 133-147. (COBISS)
- Razmišljanje o činitelju, faktorju in dejavniku. Gospodarski vestnik : slovenski poslovni tednik 16/1 (1967). (COBISS)
- Določnost kot besedilna prvina v slovničnem opisu slovenskega jezika : (ob Kopitarjevi slovnici). Obdobja 15 (1996). 115-130. (COBISS)
- Čas in prostor, ujeta v slovenski slovar 20. stoletja : (poudarek na komunikacijskem vidiku Slovarja slovenskega knjižnega jezika). Zbornik predavanj — Seminar slovenskega jezika, literature in kulture 35 (1999). 7-26. (COBISS)
- Sixteenth century — The era of establishment of nation-building role of language. Slavistična revija Trubarjeva številka: 56/57 2008-4/2009-1 (2008). 13-22. (COBISS)
- Formal-Semantic Typology of Denotata. Slavistična revija 55/1-2 (2007). 399-408. (COBISS)